# Václav Jan Mašek
Václav Jan Mašek (2. června 1795 Vodokrty – 10. července 1847 Vodokrty) byl český písmák, rychtář a sedlák. Autodidakt, zapisovatel událostí, sběratel náboženských, lidových i jarmarečních písní, literárně i výtvarně činný sedlák. Představuje jednu z výjimečných osobností českého venkova 19. století.

## Životopis
Narodil se ve Vodokrtech u Přeštic v selském stavení čp. 24, v rodině sedláka Jana Maška a Anny, rozené Kotnerové. Navštěvoval farní školu v Dolní Lukavici, kde rozvíjel své nevšední nadání pod vlivem učitele Jana Levého a faráře Josefa Lindauera, později děkana přeštického, od roku 1846 českobudějovického biskupa. Ze školních let se dochovaly Maškovy výkresy. V roce 1812 se oženil a 1817 převzal hospodářství. Od roku 1827 až do své smrti v roce 1847 byl rychtářem obce Vodokrty, která náležela k panství Schönbornů se sídlem na zámku v Dolní Lukavici. Zemřel v rodném domě, na souchotě. Pochován je na hřbitově v obci Dolní Lukavice, hrob byl v roce 2015 znovu identifikován.

## Posmrtná připomínka
V roce 1997 byla na rodném domě č. p. 24 ve Vodokrtech Václavu Janu Maškovi slavnostně odhalena pamětní deska u příležitosti 150. výročí jeho úmrtí.

## Dílo
Jeho zapomenuté práce byly objeveny členy Národopisného odboru v Přešticích při přípravě exponátů pro Národopisnou výstavu českoslovanskou v roce 1895. Po ukončení výstavy zůstaly exponáty jako základ pro zemědělské muzeum v Přešticích, několik prací má ve sbírce také Národopisné muzeum Plzeňska. Po zániku přeštického muzea v 60. letech 20. stol. převzalo Maškovu pozůstalost dnešní Muzeum jižního Plzeňska v Blovicích. Širokou veřejnost seznámil s osobností Václava Jana Maška ve 40. letech 20. stol. učitel a spisovatel Jaroslav František Urban (1889-1960) v knize Václav Jan Mašek : písmák jižního Plzeňska.

### Zápisky
- Krátké popsání pro obveselení člověka a něco ze starých českých knih vybráno, 1806
- Knížka na vydání peněz za šatstvo, 1807-1846
- Pamětní knížka, v které jsou mnohé hlavnější události jež se skutečně stali pro památku zaznamenány ode mne Václava Maška, sedláka ze vsi Vodokrty v Letu Páně 1809. (Zápisy jsou vedeny do roku 1838)

### Písně
- Písně světské, jež jsou vypsány pro Václava Maška, rozeném z Vodokrta dne 1. ledna 1810
- Píseň o sedlckém posvícení, 1824-1832

### Povídky
- Historická povídka o původu a konci hradu vodokrtského, též tam ležící vesnici Vodokrty, aneb Ladislav a Růženka, 1823-1827
- Vícov, aneb Bolerod a Milína – historická povídka z panství dolnolukavského, 1842

### Divadelní hra
- Vondra se bude ženit, veselohra v devateru jednáních, 1828

### Životopis
- Rozum Všudybyl „životopis Pravoti Pravdomluva, přílepka z Nelhanic“

### Modlitební knížky
- Cesta křížová sepsaná ode mne Václava Maška, rolníka z Vodokrta, L.P. 1820
- Bůh jest nejčistší láska. Modlitba má a mé rozjímání. Knížka modlící od dvorského rady, Pána z Ekartshauznu v nově na Česko přeložená, 1824

### Malby, mapy, rodokmen
- Promluva k hospodáři, malba na pergamenu, 30x40 cm, 1. máj 1818
- Chceš s pokojem živý býti i umříti, to sobě pamatuj, malba na pergamenu 42x31 cm, 1822
- Otče náš a Zdrávas Maria, malba na pergamenu, 55x46 cm, 1823
- Zeměpisná poloha panství lukavského, patřícího jeho excelenci Pa. Pánu hraběti Fridrich Karlu, ze Šenbornu, držitele a pána na Panstvích Příchovice, Lužany, Malesice, Dlažkov a města Přeštic. Vypracoval Václav Mašek, sedlák ze vsi Vodokrta, 1830
- Žehnej Bože vrchnost, malba na pergamenu 40x50 cm, 1842
- Kižba pro pána Václava Zeminu na hraběcím šenbornském panství, malba na pergamenu 21x28 cm, 1834
- Posloupnost aneb rodní kmen Pavla Maška ve vsi Osece, perokresba rodokmenu 50x38 cm, 1836
- Zeměpisná poloha obce Vodokrtské, malba na pergamenu, 1837

## Výstavy Maškových prací
- Národopisná výstava českoslovanská v Praze 1895
- Dům historie Přešticka, 2010

#### Studie
- Lidový písmák Václav Jan Mašek z Vodokrt na Plzeňsku Benešová, Michaela. In: Národopisná revue. Strážnice: Ústav lidové kultury ve Strážnici 11, č. 2. (2001) s. 111-112
- Václav Jan Mašek z Vodokrt - vnitřní a vnější geologické horizonty jeho kroniky z let 1808-1838 RNDr. Eva Heřmanová
- Václav Jan Mašek a česká písmácká tradice doby předbřeznové Jiří Štaif. In: Minulostí Západočeského kraje. Plzeň: Albis Internacional 45, (2010), s. 333-345.
- Václav Jan Mašek, písmák z Vodokrt Tykal Roman. In: Pod Zelenou Horou. Vlastivědný sborník jižního Plzeňska. Přeštice 4 (16), č. 2, (2001) s. 7-8.